# Heminothrus glaber
Heminothrus glaber är en kvalsterart som beskrevs av Sandór Mahunka 1984. Heminothrus glaber ingår i släktet Heminothrus och familjen Camisiidae. Inga underarter finns listade i Catalogue of Life.